# 1. FC Mülheim-Styrum
Maillots
Le 1. FC Mülheim-Styrum est un club allemand de football, localisé dans le district de Styrum, à Mülheim an der Ruhr, en Rhénanie-du-Nord-Westphalie.

## Histoire
Le club fut fonder sous l’appellation Spielvereinigung Oberhausen und Styrum par l’union de plusieurs cercles locaux, dont le Styrumer Spielverein 08, le Styrum 08 et l’Oberhausener Spielverein. Une tentative de créer une section de football déboucha sur la formation d’un club indépendant, e Erster Fußballclub Mülheim-Ruhr-Styrum, en juillet 1923. L’équipe débuta dans la Westdeutschen Spielverband, malgré les doléances de son club parent.
Avant la Seconde Guerre mondiale, le 1. FC Mülheim-Styrum resta dans les séries inférieures, mais atteignit tout de même le 2e niveau (appelé Berzirksklasse), juste sous la Gauliga, de 1934 à 1940. Le cercle recula alors dans des ligues réformées et repabtisée Zweite Klasse (mais qui se trouvait 3 niveaux sous les Gauligen). En 1943, le cercle arrêta ses activités.
Dissous par les Alliés, comme tous les clubs et associations allemands, en 1945, le 1. FC Mülheim-Styrum fut rapidement reconstitué. Lors de la saison 1945-1946, il termina 2e d’une compétition locale, le Stadtmeisterschaft (remporté par le VfB Speldorf). La saison suivante, il fut versé dans une ligue régionale nommée Bezirksklasse et située au 2e niveau, derrière la Bezirksliga. Malgré une 4e place finale, le club intégra la Bezirksliga en vue de la saison 1947-1948. Il termina vice-champion du VfB Bottrop. Cette ligue se situait au 2e niveau de la hiérarchie sous l’Oberliga West, nouvellement instaurée. 
En 1948-1949, la remise en place des ligues allemandes se poursuivit. Le 1. FC Mülheim-Styrum fut versé dans la Bezirksklasse, c'est-à-dire le niveau 3, car une Verbandsliga avait été instaurée au 2e étage !
En 1950, le club intégra la Verbandsliga qui désormais équivalait au niveau 3, à la suite de la création de 2.Oberliga West sous l’Oberliga.
En 1952 et 1953, le 1. FC Mülheim remporta sa série de Verbandsliga, mais sans obtenir de promotion.
En 1959, le club termina 14e et descendit en Landesliga (niveau 4). Il y resta jusqu’au terme de la saison 1970-1971. Cette saison-là, le 1. FC Mülheim-Styrum remporta le titre et remonta en Verbandsliga dont il fut sacré en 1972. À l’issue du tour final, le cercle accéda à la Regionalliga West, équivalent de la Division 2.
Le club resta lors des deux dernières saisons d’existence de la ligue avant qu’elle ne cède la place à la 2. Bundesliga en 1974.
Avec une 8e puis une 4e place, le 1. FC Mülheim-Styrum fut retenu pour devenir un des fondateurs de la 2. Bundesliga Groupe Nord, à la suite du choix du SV Blau-Weiß Berlin qui refusa de participer à la nouvelle ligue. Mülheim-Styrum se classa 11e en 1975 puis 17e l’année suivante et fut relégué. À cette occasion, il lui manqua 1 point par rapport au club berlinois du SC Wacker 04.
Lors de la saison qui suivit sa descente du 2e niveau, le 1. FC Mülheim-Styrum termina à la dernière place de la Verbandsliga et plongea en Landesliga. Cette ligue devenait à ce moment le niveau 5 du football allemand car dans la région Ouest furent instaurées deux ligues de niveau 3: l’Oberliga Nordrhein et l’Oberliga Westfalen.
En 1979, Mülheim-Styrum fut champion de Landesliga et remonta au niveau 4. En 1986, le club fit le chemin inverse. Avec la création des Regionalligen en tant que Division 3, en 1994, la Landesliga devint le niveau 6. L’année suivante, Mülheim-Styrum échoua au 7e niveau en étant relégué en Bezirksliga. Il en fut champion en 1997, mais redescendit au bout de douze mois.
Au terme de la compétition 2000-2001, le 1. FC Mülheim-Styrum plongea en Kreisliga (niveau 8). Il en sortit en 2007.
Le club rejoua alors une saison au niveau 7, la Bezirksliga puis cette ligue devint le niveau 8, lors de l’instauration de la 3. Liga comme Division 3.

## Palmarès
- Champion de la Landesliga: 1971, 1979.
- Champion de la Verbandsliga: 1972.
- Champion de la Bezirksliga: 1997.
- Champion de la Kreisliga: 2007.

## Joueurs connus
- Holger Osieck, fut l’assistant de Franz Beckenbauer pendant la Coupe du monde 1990
- Norbert Eilenfeldt (de) joua plus de 200 matches en Bundesliga, (48 buts)